# Pierre Teissier
Pour l’article ayant un titre homophone, voir Pierre Tessier.
Pierre Teissier est un homme politique français né 1747 à Marseille (Bouches-du-Rhône) et mort le 2 mars 1800 à Paris.

## Biographie
Négociant à Marseille, il est député des Bouches-du-Rhône de 1799 à 1800.

## Sources
- « Pierre Teissier », dans Adolphe Robert et Gaston Cougny, Dictionnaire des parlementaires français, Edgar Bourloton, 1889-1891 [détail de l’édition]